# Herb gminy Łowicz
Herb gminy Łowicz – jeden z symboli gminy Łowicz, ustanowiony 26 czerwca 2009.

## Wygląd i symbolika
Herb przedstawia na tarczy w polu błękitnym pelikana srebrnego (białego) z dziobem i łapami złotymi (żółtymi) nad wstęgą rzeki srebrną (białą) w pas. Pelikan nawiązuje do herbu Łowicza, zaś rzeka symbolizuje Bzurę.